# Ruth Gordon
Ruth Gordon Jones (Quincy, Massachusetts, 1896. október 30. – Edgartown, Massachusetts, 1985. augusztus 28.) 
Oscar-díjas  valamint Emmy- és kétszeres Golden Globe-díjas amerikai színésznő, forgatókönyvíró és dramaturg. 

## Élete
Pályafutását 19 évesen kezdte a Broadway-n. Az orrhangjáról és jellegzetes személyiségéről ismert Gordon nemzetközi elismerést és kritikai elismerést szerzett az 1970-es és 1980-as éveiben eljátszott filmszerepekiért. Későbbi munkái között szerepelt Rosemary gyermeke (1968), Hol van Poppa? (1970), Harold és Maude (1971), Mindenáron vesztes (1978) és Bármi áron (1980). A két utóbbi filmet Clint Eastwood rendezte, Ruth ezekben az ő anyját alakította.
Színészi karrierje mellett Gordon számos darabot, forgatókönyvet és könyvet írt. A George Cukor által rendezett Ádám bordája című 1949-es film forgatókönyvének társszerzője volt. Gordon színészi játékáért Oscar-díjat, Primetime Emmy-díjat és két Golden Globe-díjat nyert, valamint írásáért három Oscar-jelölést kapott. 1977-ben a Columbo-sorozat „Kapj el, ha tudsz” c. epizódjában a gyilkost alakította.